# Mark Blenkarne
Mark Blenkarne, född 7 oktober 1957, är en brittisk bågskytt. Han deltog vid olympiska sommarspelen 1980.